# Bushcraft

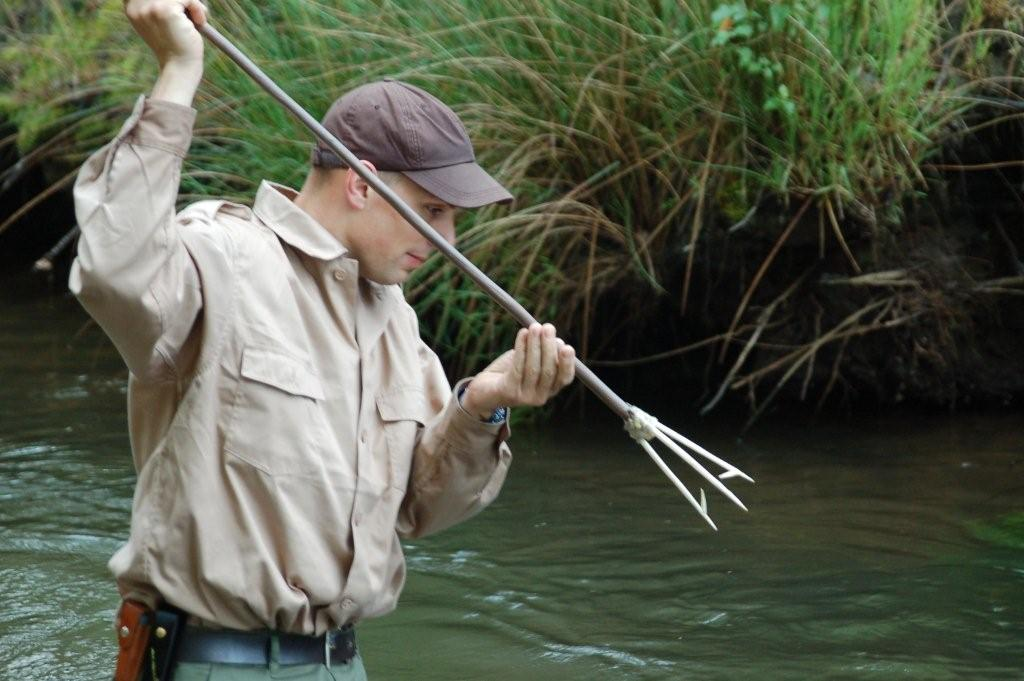
Speervissen

Bushcraft is een term die gebruikt werd voor met name een scala aan overlevingstechnieken in een bepaalde wildernis (specifiek in de zogeheten bush). In meer recreatieve zin wordt de term gebruikt voor het (over)leven in, van en met de natuur met respect voor die natuur. Er is geen goede vertaling voor het Engelse woord bushcraft. In het Engels onderscheidt men daarbij soms nog woodcraft indien het specifiek in bosrijke omgeving afspeelt. Natuurvolkeren hebben kennis en tradities waarop bushcraft deels is gebaseerd. Een vertaling van bushcraft in het Nederlands zou "natuurvaardigheden" kunnen zijn.

## Bushcraft en survival
Bushcraft en survival hebben veel met elkaar gemeen. De Engelse term survival betekent niets anders dan overleven, dat wil zeggen in leven blijven. Hiervan is bijvoorbeeld sprake na een natuurramp of als men ergens in onbewoond gebied verdwaald is. Het doel van een survival is zo lang in leven te blijven tot men de bewoonde wereld heeft bereikt, of totdat men wordt gered. Bushcraft is een vaardigheid waarmee men met de middelen uit de natuur het verblijf of de doortocht zo aangenaam mogelijk probeert te maken, eventueel met moderne hulpmiddelen. Een bekende beweging die zich als vrijetijdsbesteding met bushcraft bezighoudt is de door Robert Baden-Powell opgerichte scouting (in Nederland tot 1971 padvinderij genoemd).

## Technieken
Een aantal bij bushcraft (en soms ook bij survival) gebruikte technieken zijn:
- Hoe men een onderkomen kan maken van middelen uit de natuur.
- Waar water in de natuur te vinden is, en hoe dit drinkbaar te maken is.
- Hoe men met verschillende methodes vuur kan maken (bijvoorbeeld met een vuurslag, vuurboog, vuurploeg of vuurzaag)
- Het herkennen van eetbare planten, vruchten en noten die in het wild groeien.
- Voedsel bereiden met houtvuur.
- Leven van wat de natuur te bieden heeft.
- Het observeren van dieren en hun sporen.
- Touw maken (bijvoorbeeld van de stengels van brandnetels).
- Hoe op de juiste manier om te gaan met een mes en bijl.
- Hoe men zich kan oriënteren met behulp van de natuurlijke verschijnselen.
- Hoe gebruikmaken van de natuur zonder de natuur te schaden.

## Bekendheid
Diverse televisieprogramma's en boeken zijn aan dit onderwerp gewijd. Onder meer Ray Mears is een bekend presentator van technieken in bushcraft en overleving (survival). Maar ook Les Hiddins alias "The Bush Tucker Man", die begin jaren 1990 op Discovery Channel te zien was en toonde hoe men in de Australische outback aan voedsel (bush tucker) kon komen. In 2013 startte Discovery Channel een serie programma's waarin oud-legerkapitein Ed Stafford werd gedropt in een onherbergzaam gebied om zich daar tien dagen staande te houden, zonder hulpmiddelen en zonder cameraploeg.
Er zijn in België en Nederland organisaties en bedrijven die cursussen aanbieden met betrekking tot bushcraft.